# Bolbaffer abditus
Bolbaffer abditus är en skalbaggsart som beskrevs av Rudolph Petrovitz 1969. Bolbaffer abditus ingår i släktet Bolbaffer och familjen Bolboceratidae. Inga underarter finns listade.